# Porträtt av en pojke
Porträtt av en pojke (danska: Portræt af en dreng) är en oljemålning av den dansk-franske konstnären Camille Pissarro från omkring 1852–1855. Den ingår sedan 2018 i samlingarna på Ordrupgaard utanför Köpenhamn. 
Pissarro föddes 1830 på Saint Thomas i det dåvarande Danska Västindien. Där mötte han den danske konstnären Anton Melbye som inspirerade honom att själv bli konstnär. År 1855 reste han till Paris där han sedermera kom att bli en av impressionismens främsta företrädare. Porträtt av en pojke hör till Pissarros tidigaste verk och utfördes under den tid när han ännu var kvar i Danska Västindien.